# Gigaspora ramisporophora
Gigaspora ramisporophora är en svampart som beskrevs av Spain, Sieverd. & N.C. Schenck 1989. Gigaspora ramisporophora ingår i släktet Gigaspora och familjen Gigasporaceae.   Inga underarter finns listade i Catalogue of Life.